# 堺市立浜寺東小学校
堺市立浜寺東小学校（さかいしりつ はまでらひがし しょうがっこう）は、大阪府堺市西区にある公立小学校。

## 沿革
堺市立浜寺小学校の学校規模が過大となってきたため、従来の同校の校区を分離して、堺市で81番目の市立小学校として1982年に開校した。
- 1982年4月 - 堺市立浜寺東小学校として開校。
- 1982年11月 - 開校記念式典
- 1991年11月 - 創立10周年記念式典
- 2001年11月 - 創立20周年記念式典
- 2011年11月 - 創立30周年記念式典
- 2021年11月 ‐ 創立40周年記念式典

## 通学区域
- 堺市西区 浜寺船尾町東1丁-4丁、浜寺船尾町西1丁-5丁、浜寺石津町東5丁。

卒業生は堺市立浜寺中学校に進学する。

## 交通
- 阪堺電気軌道阪堺線船尾停留場から東へ10分
- 南海本線諏訪ノ森駅東へ15分
- バス船尾町東（国道26号沿い）
  - 南海高野線堺東駅前2番乗り場から鳳西町南行き
- バス神石市之町（府道30号沿い）
  - 南海高野線堺東駅前9番乗り場から西区役所前行き・光明池駅行き・横山高校前行き

## 出身者
- 田中こころ - バスケットボール選手[1]